# Molen De Dikkert (restaurant)
Molen De Dikkert was een restaurant in Amstelveen, Nederland. Het had één Michelinster in de periode 1983-1992.
Chef-kok in de tijd van de ster was Arjan van Dijk.
Het restaurant ging failliet in 1992. Tijdens de afwikkeling van het faillissement werd het restaurant, toen eigendom van Bob Goudsmit, verkocht aan Yen Ho Kai, die het restaurant voortzette.

## Gebouw en voortzetting
Restaurant Molen De Dikkert was gevestigd in een gelijknamige windmolen. Deze molen was oorspronkelijk gebouwd in 1672 in Zaandam als een balkenzaagmolen. In 1896 werd de molen verplaatst naar Amstelveen en diende daar als korenmolen. In 1929 raakte de molen in onbruik en begon langzaam te vervallen. In 1965 werd de molen gerenoveerd en een jaar later was hij weer bruikbaar.
Sinds het faillissement huisvest de molen restaurant De Jonge Dikkert. Dit restaurant krijgt sinds 1994 jaarlijks een Bib Gourmand toegekend.